# Zaletta minutus
Zaletta minutus är en insektsart som beskrevs av Evans 1941. Zaletta minutus ingår i släktet Zaletta och familjen dvärgstritar. Inga underarter finns listade i Catalogue of Life.